# Lajmska borelioza
Lajmska borelioza je spirohetna, inflamatorna bolest, koju prenose krpelji, a koja može uzrokovati osip (Erythema [chronicum] migrans), nakon kojega mogu uslijediti, tjednima, mjesecima ili godinama kasnije, neurološki, srčani ili zglobni poremećaji. 

## Epidemiologija i patologija
Lajmska je bolest opisana 1975. zbog grupiranja slučajeva u Lymeu, država Connecticut, SAD. Godinama je Lajmska borelioza u SAD bila najčešće prijavljivana bolest koju prenose krpelji. Lajmska borelioza se također pojavljuje u Europi, diljem bivšeg Sovjetskog saveza, te u Kini i Japanu. Obično se pojavljuje ljeti i u ranu jesen. Većina bolesnika su djeca i mlađi odrasli koji žive u šumovitim područjima. 
Lajmsku boreliozu uzrokuje spiroheta, Borrelia burgdorferi, koju primarno prenose mali krpelji kompleksa Ixodes ricinus. Drugi sisavci (npr. psi) mogu biti slučajni domaćini i mogu se razboljeti od Lajmske borelioze. Do transmisije B. burgdorferi obično ne dolazi sve dok krpelj nije bio pričvršćen na mjestu najmanje 36 do 48 sati; dakle, traženje krpelja nakon moguće ekspozicije i njihovo odstranjivanje, može pomoći u prevenciji infekcije. 
B. burgdorferi ulazi u kožu na mjestu uboda krpelja. Može se širiti limfnim putem, izazivajući regionalnu limfadenopatiju ili se može diseminirati krvlju do organa ili drugih kožnih lokalizacija. Razmjerna malobrojnost mikroorganizama u zahvaćenom tkivu sugerira da je većina manifestacija infekcije prije posljedica imunološkog odgovora domaćina, nego destruktivnih osobina mikroorganizma. 

## Simptomi i znaci
Erythema migrans, zaštitni znak i najbolji klinički indikator Lajmske borelioze, razvija se u najmanje 75% bolesnika, počinje kao crvena makula ili papula, obično na proksimalnom dijelu ekstremiteta ili na trupu (osobito na bedrima, gluteusima ili pazusima), između 3 i 32 dana nakon uboda krpelja. Crvenilo se širi, često s centralnim izbljeđivanjem, do promjera od 50 cm. Ubrzo nakon početka, u SAD gotovo polovica neliječenih bolesnika razvije više, obično manjih, lezija čija središta nisu otvrdnula. Kultura bioptičkih uzoraka ovih sekundarnih lezija može biti pozitivna, što pokazuje da se radi o diseminaciji infekcije. Migrirajući eritem uglavnom traje nekoliko tjedana; za vrijeme regresije mogu se pojaviti lezije koje postupno blijede, a kožne lezije koje su nestale, mogu se ponovno pojaviti u nejasnom, blijedom obliku, ponekad prije recidivirajućih napada artritisa. Lezije na sluznicama se ne pojavljuju. 
Sindrom sličan influenci – klonulost, osjećaj bolesti, zimice, vrućica, glavobolja, ukočenost šije, mijalgije i artralgije – često prati migrirajući eritem ili mu prethodi za nekoliko dana. Pravi artritis je rijedak u ovom stadiju. Manje su česti bol u križima, mučnina, povraćanje, grlobolja, limfadenopatija i splenomegalija. Za simptome je karakteristično da su intermitentni i promjenjivi, no klonulost i osjećaj bolesti mogu se vući tjednima. Neki bolesnici razviju simptome fibromijalgije.  
Neurološki poremećaji razviju se u oko 15% bolesnika nekoliko tjedana ili mjeseci nakon migrirajućeg eritema (uglavnom prije pojave artritisa), mogu trajati mjesecima i obično se u potpunosti povuku. Najčešći je serozni meningitis (pleocitoza od oko 100 stanica/mcL) ili meningoencefalitis, kranijalni neuritis (osobito paraliza facijalisa, koja može biti obostrana) i senzorne ili motorne radikuloneuropatije; ovi se poremećaji mogu pojaviti pojedinačno ili u kombinaciji. 
Poremećaji miokarda pojavljuju se u oko 8% bolesnika unutar nekoliko tjedana od pojave erythema migrans. Ovdje se ubrajaju različiti stupnjevi atriventrikularnog bloka (blok 1. stupnja, Wenckebachova periodika ili blok 3. stupnja) i rijetko, mioperikarditis s reduciranom ejekcijskom frakcijom i kardiomegalijom. 
Artritis se razvija u oko 60% bolesnika unutar nekoliko tjedana ili mjeseci (ponekad i nakon 2 god.) nakon početka bolesti (kojeg označava pojava migrirajućeg eritema). Intermitentni otok i bol u nekoliko velikih zglobova, osobito koljena, tipično rekuriraju kroz nekoliko godina. Obično su zahvaćena koljena mnogo više otečena, nego bolna, često su topla, a rijetko crvena. Moguće je stvaranje Bakerove ciste, koja može i rupturirati. Malaksalost i blago povišena temperatura mogu prethoditi ili pratiti napade artritisa. Kod oko 10% bolesnika razvije se kronični (koji se ne povlači >6 mj.) artritis koljena. Drugi kasni znakovi Lajmske borelioze (koji se pojavljuju godinama nakon početka bolesti) su na antibiotike osjetljiva kožna lezija – acrodermatitis chronica atrophicans – i kronični poremećaji SŽS-a.

## Laboratorijski i rendgenološki nalazi
Dijagnoza Lajmske borelioze kod bolesnika s tipičnim migrirajućim eritemom u endemskom području, ne zahtijeva laboratorijsku potvrdu. Nadalje, unatoč osjetljivosti ELISA testa od 89% i specifičnosti od 72%, ako je klinička sumnja niska (vjerojatnost bolesti prije izvođenja testa <20%), tada je za pozitivni test vjerojatnije da je lažno pozitivan, nego stvarno pozitivan. Zato je testiranje bolje sačuvati za bolesnike kod kojih postoji visok stupanj sumnje na bolest. Nalaz biopsije kože kod erythema migrans nalikuje na nalaz kod uboda insekta – zahvaćen je epidermis i dermis u središtu lezije (koje je često indurirano), a dermis na periferiji. Svi su slojevi dermisa jako infiltrirani mononuklearnim stanicama oko krvnih žila i kožnih adneksa. U središtu je papilarni dermis edematozan, a epidermis pokazuje zadebljan keratinski sloj, te intra- i ekstracelularni edem.
Izolacija B. burgdorferi iz kulture većine tkiva i tjelesnih tekućina je teška i zahtijeva tjedne. Test na spirohetnu DNA s lančanom reakcijom polimeraze, iako još nije široko dostupan, mogao bi biti dijagnostički koristan, posebno u ispitivanju sinovijalne tekućine kod neliječenih bolenika. Titrovi specifičnih antispirohetnih protutijela – prvo IgM, zatim IgG – određuju se najbolje ELISA-om ili indirektnom imunofluorescencijom ali su manje korisni u razdoblju dok bolesnik još nije stvorio protutijela; potrebna je i potvrda pozitivnih titrova Western blot metodom. Povećani titar u cerebrospinalnom likvoru, u odnosu na serum, može pomoći kod sumnje na neurološku bolest. 
Krioprecipitati i cirkulirajući imunokompleksi često se pojavljuju rano, a sedimentacija eritrocita može biti ubrzana. Hematokrit, leukociti i diferencijalna krvna slika obično su normalni. Reumatoidni i antinuklearni faktor rijetko su prisutni, a infekcija ne uzrokuje lažno pozitivni VDRL test. Komponente serumskog komplementa su tijekom aktivne bolesti ili normalne ili povišene. Pregledni nalaz urina i razina kreatinina u serumu obično su normalne. Kad je prisutan erythema migrans, razine ASAT i LDH mogu biti lagano povišene. 
Visoka aktivnost vezanja C1q pojavljuje se u serumu većine bolesnika s migrirajućim eritemom i ima tendenciju perzistiranja u bolesnika koji razviju neurološke ili srčane abnormalnosti. Do trenutka pojave artritisa, imunokompleksi obično više nisu prisutni u serumu ali se mogu naći u sinovijalnoj tekućini.
Kod bolesnika kod kojih se razvio kronični artritis, povećana je frekvencija B-staničnog aloantigena HLA-DR4 ali ne HLA-B27 (koji je čest u bolesnika sa spondiloartropatijama).
Nalazi sinovijalne tekućine su varijabilni, no tipično pokazuju povećan broj leukocita od oko 25.000/L (raspon, 500 do 110.000/L), većinom granulocita; oko 5 g/dL bjelančevina; te razine C3 i C4 koje su obično >1/3 veće od onih u serumu. 
Sinovijalnu membranu u zahvaćenim zglobovima može biti nemoguće razlikovati od one kod bolesnika s RA. Nespecifični nalazi uključuju viloznu hipertrofiju, vaskularnu kongestiju i kolonizaciju s limfocitima i plazma-stanicama, koji mogu nalikovati na rane limfoidne folikule, te su, kao i kod RA, vjerojatno sposobni za lokalnu proizvodnju protutijela. Nadalje, može postojati obliterirajući endarteritis, a rijetko se mogu vidjeti i spirohete. Rijetko može doći do stvaranja pannusa i do erozije hrskavice i kosti.
Rendgenološki nalazi su obično ograničeni na prikaz edema mekih tkiva, no rijetko se vidi i erozija hrskavice i kosti. 

## Diferencijalna dijagnoza
Kod djece treba razlikovati Lajmsku boreliozu od juvenilnog RA; kod odraslih, od Reiterovog sindroma i atipičnog RA. Važni su negativni nalazi odsutnost (obično) jutarnje ukočenosti, potkožnih nodula, iridociklitisa, lezija sluznice, reumatoidnog faktora i antinuklearnih protutijela. Lajmska borelioza koja se prezentira ljeti sa sindromom sličnim influenci, može ličiti na erlihiozu, infekciju koju prenosi ista vrsta krpelja; međutim, nedostatak leukopenije, trombocitopenije, povišenih transaminaza i inkluzijskih tjelešaca u neutrofilima, govorit će protiv te bolesti. Na akutnu reumatsku vrućicu ponekad se misli kod bolesnika s migrirajućim poliartralgijama i s produženim PR intervalom ili korejom (kao manifestacijom meningoencefaltisa). No, bolesnici s Lajmskom boreliozom rijetko imaju šum na srcu ili dokaz prethodne streptokokne infekcije. Od spondiloartropatija koje zahvaćaju periferne zglobove, razlikuje se po tome što nema zahvaćanja aksijalnih zglobova. Lajmska borelioza može ličiti na idiopatsku (Bellovu) paralizu facijalisa, na druge uzroke seroznog meningitisa, perifernih neuropatija ili kronične slabosti, te drugih sindroma SŽS-a. 

## Liječenje
Većina simptoma Lajmske borelioze reagira na antibiotike, no razdoblje do potpune rezolucije može biti znatno duže od razdoblja liječenja, a najuspješnije je liječenje koje započne u ranom stadiju bolesti. Optimalna terapija za mnoga stanja, uključujući artritis i neuroboreliozu, još uvijek evoluira; ipak, navedene su sheme kurativne kod većine bolesnika.  
Djeca <8god liječe se amoksicilinom 250 mg 3 puta na dan ili 30 do 50 mg/kg/dan PO podijeljeno u 3 doze (max 2 do 3 gr/dan) kroz 10 do 21 dan. Alternativno, kod djece >8god može se dati doksiciklin 4 mg/kg/dan PO (max 200 mg/dan u dvije doze). Kod djece alergične na penicilin, cefuroksim-aksetil 30 mg/kg/dan podijeljeno u dvije doze (max 1 do 2 gr/dan) ili eritromicin 250 mg 4 puta na dan ili 30 do 50 mg/kg/dan PO podijeljeno u 3 ili 4 doze (max 2 gr/dan) kroz 10 do 21 dan, gotovo su jednako učinkoviti. Kod rane ili kasne neuroborelioze, djeci se daje IV (IM je bolno) ceftriakson 75 do 100 mg/kg/dan (max 2 gr) ili IV penicilin G 300.000 i.j./kg/dan podijeljeno u 6 doza (max 20 milijuna i.j./dan) kroz 14 do 21 dan. 
Trudnice se liječe amoksicilinom 500 mg 3 puta na dan kroz 21 dan, ako je bolest rana i lokalizirana. Bilo koja manifestacija diseminirane bolesti zahtijeva primjenu penicilina G 20 milijuna i.j./dan IV kroz 14 do 28 dana. Liječenje nije potrebno kod trudnica koje su seropozitivne, ali asimptomatske. 
Za simptomatsku terapiju, može se upotrijebiti acetil-salicilna kiselina (90 mg/kg/dan kod djece) ili neki drugi nesteroidni antiinflamatorni lijek. Kod potpunog srčanog bloka može biti potreban privremeni pacemaker. Kod izljeva u zglob koljena indicirana je aspiracija tekućine i upotreba štaka. Kod bolesnika s artritisom koljena koji perzistira unatoč antibiotskoj terapiji, može biti korisna artroskopska sinovijektomija.
Cjepiva zasnovana na rekombinantnom površinskom proteinu specifičnom za B. burgdorferi, još se ispituju. Kod odraslih populacija na kojima su do sada ispitivana, ova cjepiva izgledaju sigurna i učinkovita.
|  | Molimo pročitajte upozorenje o korištenju medicinskih informacija. Ne provodite liječenje bez savjetovanja s liječnikom! |